# Zacharias Theissner
Zacharias Theissner (également Theisner) (né à Löbejün) était un facteur d'orgues allemand du XVIIe siècle.
Parmi les orgues commandés à Theissner on recense actuellement les suivants :
- 1695-1702 orgue dans le château et la cathédrale de Mersebourg. Cette orgue a coûté plus de 4 000 thalers mais se signale par d'importantes lacunes. En 1717, l'orgue a été complété et amélioré par Johann Friedrich Wender.

- Orgue dans l'église d'Altenbourg, près de Mersebourg.

- 1705 offre pour le renouvellement intégral de l'orgue de la St. Johanniskirche à Schleusingen mais il fait campagne afin d'obtenir auparavant la construction des orgues de Merseburg, Leipzig, Iéna et Naumbourg.